# مايومي تاناكا
مايومي تاناكا (田中真弓 تاناكا مايومي) (اسمها الحقيقي مايومي آبي (阿部真弓 آبي مايومي)) هي ممثلة يابانية ولدت في 15 يناير 1955 في طوكيو.

## أدوارها في الأنمي

### مسلسلات أنمي تلفزيونية
- دراغون بول - كوريرين
- دراغون بول زد - كوريرين، ياجيروبي
- دراغون بول جي تي - كوريرين
- دراغون بول كاي - كوريرين، ياجيروبي، قارئة الطالع
- دراغون بول سوبر - كوريرين، ياجيروبي، قارئة الطالع
- ون بيس - مونكي دي لوفي، أورز، نوراغيتسوني
- يو يو هاكوشو - كوينما
- كيكايشي - توكيكو يوكيمورا، غاتشو، غين شيشيو (أيام الطفولة)
- ساكورا تايسن - كانّا كيريشيما
- روروني كنشين - تسوكاياما يوتارو
- فرقة الفرسان - جان
- فريق العباقرة - سامي
- أوشيو و تورا - توكيساكا
- إخوة الفضاء - والدة أسرة نانبا
- بوكيمون - جينكس
- أسوماتسو-كون (1988) - تشيبيتا
- توتيمو! لاكي مان - لاكي مان/يويتشي تسويتيناي
- عروس الساحر - فيليس
- غيغيغي نو كيتارو (2018) - سوناكاكي بابآ
- الحديقة السرية  - ديكون

### أوفا أنمي
- البدلة المتنقلة جاندام ذي أوريجين - كاسفال ريم دايكون

### أفلام أنمي
- دراغون بول: الأميرة النائمة في قلعة الشيطان - كوريرين
- دراغون بول: المغامرة الغامضة - كوريرين
- دراغون بول زد: الأقوى في العالم - كوريرين
- دراغون بول زد: شجرة القوة - كوريرين
- دراغون بول زد: اللورد سلاغ - كوريرين، ياجيروبي
- دراغون بول زد: إنتقام كولير - كوريرين، ياجيروبي
- دراغون بول زد: عودة كولير - كوريرين، ياجيروبي
- دراغون بول زد: الآلي الخارق رقم 13 - كوريرين
- دراغون بول زد: برولي السوبر ساياجين الأسطوري - كوريرين
- دراغون بول زد: بوجاك متحرر - كوريرين
- دراغون بول زد: عودة برولي - كوريرين
- دراغون بول زد: بايو-برولي - كوريرين
- دراغون بول زد: غضب التنين - كوريرين
- دراغون بول: طريق القوة - كوريرين
- دراغون بول زد: معركة الآلهة - كوريرين، ياجيروبي
- دراغون بول زد: إعادة إحياء "إف" - كوريرين
- ون بيس (2000) - مونكي دي لوفي
- ون بيس: مغامرة في جزيرة الساعة - مونكي دي لوفي
- ون بيس: مملكة تشوبر على جزيرة الحيوانات الغريبة - مونكي دي لوفي
- ون بيس: مغامرة النهاية المسدود - مونكي دي لوفي
- ون بيس: لعنة السيف المقدس - مونكي دي لوفي
- ون بيس: البارون أوماتسوري والجزيرة السرية - مونكي دي لوفي
- ون بيس: جندي قلعة كاراكوري الآلي - مونكي دي لوفي
- ون بيس: أميرة الصحراء والقراصنة - مونكي دي لوفي
- ون بيس: زهور الشتاء ومعجزة الساكورا - مونكي دي لوفي
- ون بيس: العالم القوي - مونكي دي لوفي
- ون بيس: مطاردة قبعة القش - مونكي دي لوفي
- ون بيس: زد - مونكي دي لوفي
- ون بيس: غولد - مونكي دي لوفي
- ون بيس ستامبيد - مونكي دي لوفي
- ون بيس ريد - مونكي دي لوفي
- يو يو هاكوشو - كوينما
- قلعة في السماء - بازو
- إخوة الفضاء #0 - والدة أسرة نانبا
- ساكورا تايسن: الصور المتحركة - كانّا كيريشيما

## أدوارها في ألعاب الفيديو
- سلسلة ألعاب ساكورا تايسن
  - ساكورا تايسن - كانّا كيريشيما
  - هاناغومي تايسن كولمنز - كانّا كيريشيما
  - ساكورا تايسن 2: إياك والموت - كانّا كيريشيما
  - هاناغومي تايسن كولمنز 2 - كانّا كيريشيما
  - ساكورا تايسن 3: هل باريس تحترق - كانّا كيريشيما
  - ساكورا تايسن 4: فلتقعن في الحب يا أيتها الفتيات - كانّا كيريشيما
- ون بيس: غراند باتل - مونكي دي لوفي
- ون بيس: إنطلاق طاقم القراصنة! - مونكي دي لوفي
- ون بيس: غراند باتل 2 - مونكي دي لوفي
- ون بيس: غراند باتل 3 - مونكي دي لوفي
- ون بيس: بايريتس كارنفال - مونكي دي لوفي
- ون بيس: أنليميتد أدفنتشر - مونكي دي لوفي
- ون بيس: أنليميتد كروز - مونكي دي لوفي
- ون بيس: بايريت واريورز - مونكي دي لوفي
- ون بيس: بايريت واريورز 2 - مونكي دي لوفي
- ون بيس: أنليميتد وورلد ريد - مونكي دي لوفي
- ون بيس: بايريت واريورز 3 - مونكي دي لوفي
- ون بيس: بيرنينغ بلاد - مونكي دي لوفي
- ون بيس: وورلد سيكر - مونكي دي لوفي
- ون بيس: بايريت واريورز 4 - مونكي دي لوفي
- باتل ستاديوم د.و.ن - مونكي دي لوفي
- جاي-ستارز فيكتوري فيرسيس - مونكي دي لوفي، لاكي مان
- ميجا مان ليجندز - ميجا مان فولنات
- ميجا مان ليجندز 2 - ميجا مان فولنات

## أدوارها في الدبلجة اليابانية
- الضاحكون - سكيبي
- المتحولون: الفيلم - دانييل ويتويكي

## وصلات خارجية
- مايومي تاناكا على موقع IMDb (الإنجليزية)
- مايومي تاناكا على موقع ميوزك برينز (الإنجليزية)
- مايومي تاناكا على موقع قاعدة بيانات الفيلم (الإنجليزية)
- مايومي تاناكا على موقع ANN person (الإنجليزية)